# Liam Gillick

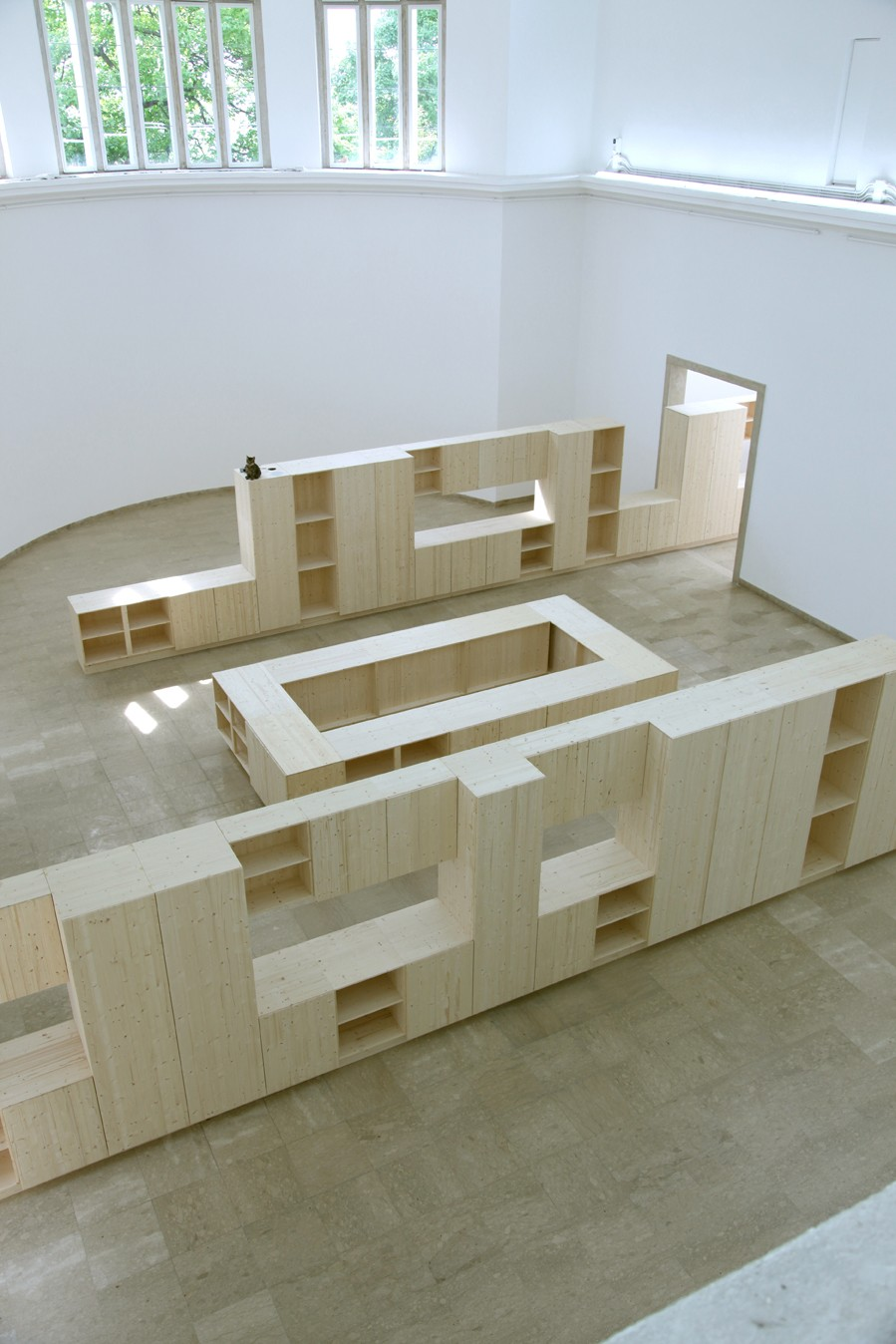
Installation i tyska paviljongen vid Venedigbiennalen 2009

Liam Gillick, född 1964 i Aylesbury i Storbritannien, är en brittisk konceptkonstnär, som bor i New York i USA.
Liam Gillick utbildade sig i konst på Goldsmiths College i London med examen 1987. Han hade sin första separatutställning 1989 i London. År 1991 grundade han tillsammans med galleristen Jack Wendler förlaget G-W Press, som tryckte begränsade upplagor av konstnärer som  Jeremy Deller och Anya Gallaccio.
År 2002 utförde en serie utsmyckningar på brittiska inrikesministeriets byggnad vid Marsham Street i London. År 2009 representerade han Tyskland vid Venedigbiennalen.
2013 spelade han huvudrollen i filmen Exhibition.
Liam Gillick har varit gift med konstnären Sarah Morris.